# Arndt Künnecke
Arndt Künnecke (* 22. Februar 1975 in Hildesheim) ist ein deutscher Jurist und Politikwissenschaftler. Er ist Professor für Staatsrecht und Politik an der Hochschule des Bundes für öffentliche Verwaltung in Brühl. Er ist zudem Lehrbeauftragter an der Universität Hannover.

## Werdegang
Arndt Künnecke machte sein Abitur 1994 am Gymnasium Andreanum in Hildesheim und studierte danach Rechts- und Politikwissenschaft sowie Mittlere und Neuere Geschichte an der Georg-August-Universität in Göttingen. Er promovierte 2004 in Rechtswissenschaften mit einer vergleichenden Untersuchung zu schwachen säkularen Naturrechtslehren nach dem Zweiten Weltkrieg. Seinen Doktortitel in Politikwissenschaft erlangte er im Jahr 2007 mit einer Untersuchung zu den unterschiedlichen Minderheitenbegriffen der EU und der Türkei und deren Konsequenzen für einen möglichen EU-Beitritt der Türkei.
Nach Tätigkeiten als Rechtsanwalt und als zur Staatsanwaltschaft abgeordneter Richter in Hildesheim übersiedelte Künnecke im Jahr 2007 nach Istanbul. Dort lehrte er bis 2014 als Dozent an der Okan Üniversitesi in Istanbul Öffentliches Recht, EU- und Völkerrecht sowie Internationale Beziehungen. 2008 wurde er zum Assistenzprofessor ernannt. Ab 2013 übernahm er zusätzlich den Posten des Erasmus-Koordinators der Juristischen Fakultät. Daneben arbeitete er von 2007 bis 2012 als freier Producer und Berater beim ARD-Fernsehstudio Istanbul. In dieser Zeit trat er auch als Rechts- und Politikexperte für die Türkei bei der Deutschen Welle und dem Deutschlandfunk auf.
Zum Sommersemester 2014 wechselte Künnecke als Assistenzprofessor und Erasmus-Koordinator an die Juristische Fakultät der neu gegründeten MEF Üniversitesi in Istanbul. Sie praktizierte weltweit als erste und einzige Universität den Flipped Classroom Lehransatz in allen Lehrveranstaltungen. Künnecke lehrte dort EU- und Völkerrecht, Rechtsvergleichung und Internationale Beziehungen. Als Flipped Classroom Director der Juristischen Fakultät und Mitglied des Center of Excellence in Learning and Teaching produzierte er zahlreiche Lehrvideos.
Im April 2017 erhielt Künnecke einen Ruf der Hochschule des Bundes für öffentliche Verwaltung in Brühl. Als Professor für Staatsrecht und Politik lehrt er dort Staats-, Europa- und Völkerrecht sowie deutsche Außenpolitik. Neben seiner Lehrtätigkeit hält Künnecke regelmäßig Vorträge und Gastvorlesungen an verschiedenen Universitäten im europäischen Ausland.

## Mitgliedschaften
Künnecke ist Mitglied in mehreren internationalen Fachorganisationen. Seit 2012 ist er ständiges Mitglied des ELPIS-Netzwerks juristischer Fakultäten in Europa. Seit dem Jahr 2014 gehört er der Redaktion der Rechtszeitschrift „Current Problems of State and Law“, herausgegeben von der Odessa Law Academy, an. Zudem ist er seit 2015 Mitglied der Redaktion der juristischen Fachzeitschrift „European Journal of Privacy Law & Technologies“ (EJPLT). Im Jahr 2020 zählte er zu den Mitgliedern des siebenköpfigen Internationalen Evaluationspanels der Nationalen Polizeiakademie der Tschechischen Republik in Prag.

## Wissenschaftliche Arbeit
Künneckes Interessenschwerpunkte sind die Türkei, Minderheitenrechte, EU-Verbraucherschutzrecht, Migrationspolitik sowie moderne Lehr- und Lernmethoden. In diesen Bereichen hat er zahlreiche Bücher, Aufsätze und Videos publiziert.

## Veröffentlichungen (Auswahl)

### Monographien
- Arndt Künnecke: Der Schutz von Minderheiten in Ungarn nach dem Nationalitätengesetz von 2011. 1. Auflage. Verlag Dr. Kovac, 2017, ISBN 978-3-8300-9450-0.
- Arndt Künnecke: Minderheitenschutz in Ungarn und der Türkei – Eine vergleichende Studie zwischen Trianon-Trauma und Sèvres-Syndrom. 1. Auflage. Peter Lang Verlag, 2015, ISBN 978-3-631-66859-7.
- Arndt Künnecke: Eine Hürde auf dem Weg zur EU-Mitgliedschaft? – Der unterschiedliche Minderheitenbegriff der EU und der Türkei. 1. Auflage. Verlag Dr. Kovac, 2007, ISBN 978-3-8300-3123-9.
- Arndt Künnecke: Auf der Suche nach dem Kern des Naturrechts – Ein Vergleich schwacher säkularer Naturrechtslehren nach dem Zweiten Weltkrieg. 1. Auflage. Verlag Dr. Kovac, 2003, ISBN 978-3-8300-1239-9.

### Herausgeberschaften
- Jahrbücher Türkei (2010–2013), Bonn 2011 (ISBN 978-3-940766-40-3), 2012 (ISBN 978-3-940766-51-9), 2013 (ISBN 978-3-940766-62-5), 2014 (ISBN 978-3-940766-68-7)

### Aufsätze
- The Flipped Classroom Approach in Legal Education, in: Germelmann, Claas Friedrich (Hrsg.), Innovative Teaching in European Legal Education, International Conference within the Framework of the 2019 ELPIS Network Meeting, Baden-Baden 2021, S. 97–118, ISBN 978-3-8487-7950-5
- Herausforderungen in der juristischen Lehre in Zeiten von Corona: Kreative Krisenbewältigung im Corona-Lockdown mit der VWZ-Lehrmethode (Videos, WhatsApp & Zoom), in: Zeitschrift für Didaktik der Rechtswissenschaft (ZDRW) 4/2020, S. 443–463
- Legal challenges and the practicability of disembarkation centres for illegal migrants outside the EU, in: ARI 53/2019 - Elcano Royal Institute (online)
- Protection of the Rights of Consumers under the Legislation of the European Union, in: Syroed, T. L. (Ed.): Introduction to EU Law, Kharkiv 2018, S. 328–367
- Die Türkei zwischen Beitrittskandidat und Partner der EU, in: Neuss, Beate / Nötzold, Antje (Hrsg.): Türkei – Schlüsselakteur für die EU? Eine schwierige Partnerschaft in turbulenten Zeiten, Schriftenreihe des Arbeitskreises Europäische Integration e.V., Band 103, Baden-Baden 2018, S. 39–67, ISBN 978-3-8487-4497-8
- Die Migrationspolitik Lettlands und ihr rechtlicher Rahmen, in: ZAR 11–12/2016, S. 375–380
- Die Migrationspolitik Litauens und ihr rechtlicher Rahmen, in: ZAR 5/2016, S. 177–182
- Die Migrationspolitik Estlands und ihr rechtlicher Rahmen, in: ZAR 2/2016, S. 65–71
- Der europäische Minderheitenbegriff – Entwicklung und Wirkung Teil 1 & 2, in: Jurisprudence, Vol 20 No 4 (2013), S. 1283–1301 & Vol 21 No 1 (2014), S. 59–88
- Neue Maßstäbe im EU-Verbraucherschutzrecht? - Die neue Verbraucherrechterichtlinie 2011/83/EU, in: Jurisprudence, Vol 20 No 3 (2013), S. 951–970
- Die Situation der Minderheiten in der Türkei – Eine kritische Bestandsaufnahme, in: Südosteuropa Mitteilungen 03/2011, S. 103–124

### Videos
- Thoughts about Modern Law Teaching from 2022 onwards, in: ELPIS v-LAW Review No. 4/2022 (online)
- Team-based Learning & Teaching, in: ELPIS v-LAW Review No. 4/2022 (online)
- VWZ Distance Teaching Method, in: ELPIS v-LAW Review No. 4/2022 (online)
- Restrictions on Fundamental Rights in Germany in times of Corona, in: ELPIS v-LAW Review No. 1/2020 (online)